# Родригес Арнаис, Оскар
О́скар Родри́гес Арнаи́с (исп. Óscar Rodríguez Arnaiz; 28 июня 1998, Талавера-де-ла-Рейна, Испания) — испанский футболист, полузащитник  клуба «Леганес» и сборной Испании.

## Клубная карьера
Родригес — воспитанник клуба «Реал Мадрид». В 2017 году для получения игровой практики Оскар начал выступать за дублирующий состав. 28 ноября 2018 года в поединке Кубка Испании против «Фуэнлабрада» Родригес дебютировал за основной состав. Летом 2018 года Родригес был арендован клубом «Леганес». 16 сентября в матче против «Вильярреала» он дебютировал в Ла Лиге. 26 сентября в поединке против «Барселоны» Оскар забил свой первый гол за «Леганес».
Летом 2020 года Родригес перешёл в «Севилью». Сумма трансфера составила 13,5 млн. евро. 27 сентября в матче против «Кадиса» он дебютировал за новый клуб.

## Международная карьера
В 2015 году Родригес попал в заявку юношеской сборной Испании на участие в юношеском чемпионате Европы в Болгарии. На турнире он сыграл в матчах против сборных Австрии, Болгарии, Хорватии и Германии.
3 сентября 2020 года в матче Лиги Наций против сборной Германии Родригес дебютировал за сборную Испании.